# Hydropsyche arinale
Hydropsyche arinale là một loài Trichoptera trong họ Hydropsychidae. Chúng phân bố ở miền Tân bắc.